# Once Upon a Time in the North
Once Upon a Time in the North (Era Uma Vez no Norte, em tradução) é um romance curto de fantasia do autor Philip Pullman publicado em 2008. Livro derivado da série His Dark Materials, acompanha o personagem Lee Scoresby e Iorek Byrnison muitos anos antes dos eventos apresentados em Northern Lights.
A história gira em torno de como Lee, um jovem aeróstata de 24 anos de idade, conheceu Iorek, um panserbjørne recém-expulso de Svalbard, e como eles passaram a ser amigos.
O livro é o único volume da série His Dark Materials que nunca chegou a ser publicado no Brasil.